# Scherma ai Giochi della X Olimpiade - Sciabola a squadre maschile
La competizione della sciabola a squadre maschile  di scherma ai Giochi della X Olimpiade si è svolta nei giorni 10 e 11 agosto 1932 presso lo 160th Regiment State Armory a Los Angeles.

## Risultati

### Turno Eliminatorio
Si è svolto il 10 agosto. Le prime due classificate ai girone finale.
Classifica
| Pos. | Nazione   | Vittorie | VI | SI | Incontri            | Incontri           | Incontri             | Incontri           |
| Pos. | Nazione   | Vittorie | VI | SI | Ungheria (bandiera) | Polonia (bandiera) | Danimarca (bandiera) | Messico (bandiera) |
| ---- | --------- | -------- | -- | -- | ------------------- | ------------------ | -------------------- | ------------------ |
| 1    | Ungheria  | 2        | 25 | 3  | X                   | ND                 | 11-1                 | 14-2               |
| 1    | Polonia   | 2        | 19 | 11 | ND                  | X                  | 9-5                  | 10-6               |
| 3    | Danimarca | 0        | 6  | 20 | 1-11                | 5-9                | X                    | ND                 |
| 3    | Messico   | 0        | 8  | 24 | 2-14                | 6-10               | ND                   | X                  |

Gruppo 1
Stati Uniti e Italia passano il turno per rinuncia delle squadre di Francia e  Cuba
Gruppo 2
Incontri
| Atleti (Vittorie individuali)                                                          | Nazione             | VT | VT | Nazione              | Atleti (Vittorie individuali)                                                       |
| -------------------------------------------------------------------------------------- | ------------------- | -- | -- | -------------------- | ----------------------------------------------------------------------------------- |
| Attila Petschauer (2), Ernő Nagy (2) Gyula Glykais (4), György Piller-Jekelfalussy (3) | Ungheria (bandiera) | 11 | 1  | Danimarca (bandiera) | Ivan Osiier (1), Erik Kofoed-Hansen (0) Aage Leidersdorff (0), Axel Bloch (0)       |
| Tadeusz Friedrich (3), Marian Suski (3) Władysław Dobrowolski (2), Władysław Segda (2) | Polonia (bandiera)  | 10 | 6  | Messico (bandiera)   | Antonio Haro (3), Francisco Valero (3) Gerónimo Delgadillo (0), Antonio Navarro (0) |
| Aladár Gerevich (3), Ernő Nagy (4) Gyula Glykais (3), Endre Kabos (4)                  | Ungheria (bandiera) | 14 | 2  | Messico (bandiera)   | Antonio Haro (0), Francisco Valero (2) Gerónimo Delgadillo (0), Antonio Navarro (0) |
| Tadeusz Friedrich (3), Władysław Segda (2) Leszek Lubicz-Nycz (1), Adam Papée (3)      | Polonia (bandiera)  | 9  | 5  | Danimarca (bandiera) | Ivan Osiier (2), Erik Kofoed-Hansen (1) Aage Leidersdorff (0), Axel Bloch (2)       |

### Girone Finale
Si è svolto il 11 agosto.
Classifica
| Pos. | Nazione     | Vittorie | VI | SI | Incontri            | Incontri          | Incontri           | Incontri               |
| Pos. | Nazione     | Vittorie | VI | SI | Ungheria (bandiera) | Italia (bandiera) | Polonia (bandiera) | Stati Uniti (bandiera) |
| ---- | ----------- | -------- | -- | -- | ------------------- | ----------------- | ------------------ | ---------------------- |
| 1    | Ungheria    | 3        | 31 | 6  | X                   | 9-2               | 9-1                | 13-3                   |
| 2    | Italia      | 2        | 20 | 14 | 2-9                 | X                 | 9-1                | 9-4                    |
| 3    | Polonia     | 1        | 10 | 26 | 1-9                 | 1-9               | X                  | 8-8                    |
| 4    | Stati Uniti | 0        | 15 | 30 | 3-13                | 4-9               | 8-8                | X                      |

Incontri
| Atleti (Vittorie individuali)                                                              | Nazione             | VT       | VT     | Nazione                | Atleti (Vittorie individuali)                                                           |
| ------------------------------------------------------------------------------------------ | ------------------- | -------- | ------ | ---------------------- | --------------------------------------------------------------------------------------- |
| Gustavo Marzi (3), Giulio Gaudini (3) Renato Anselmi (1), Emilio Salafia (2)               | Italia (bandiera)   | 9        | 1      | Polonia (bandiera)     | Tadeusz Friedrich (0), Władysław Dobrowolski (0) Leszek Lubicz-Nycz (0), Adam Papée (1) |
| György Piller-Jekelfalussy (4), Aladár Gerevich (2) Gyula Glykais (3), Endre Kabos (4)     | Ungheria (bandiera) | 13       | 3      | Stati Uniti (bandiera) | Harold Van Buskirk (0), Peter Bruder (1) Norman Cohn-Armitage (0), Ralph Faulkner (2)   |
| Tadeusz Friedrich (1), Władysław Segda (1) Marian Suski (3), Adam Papée (3)                | Polonia (bandiera)  | 8 + (60) | 8 (59) | Stati Uniti (bandiera) | Peter Bruder (1), John Huffman (3) Norman Cohn-Armitage (2), Nickolas Muray (2)         |
| Endre Kabos (1), Aladár Gerevich (3) György Piller-Jekelfalussy (3), Attila Petschauer (2) | Ungheria (bandiera) | 9        | 2      | Italia (bandiera)      | Gustavo Marzi (1), Arturo De Vecchi (0) Renato Anselmi (0), Giulio Gaudini (1)          |
| Aladár Gerevich (3), Ernő Nagy (2) Attila Petschauer (2), Endre Kabos (2)                  | Ungheria (bandiera) | 9        | 1      | Polonia (bandiera)     | Leszek Lubicz-Nycz (0), Marian Suski (1) Władysław Dobrowolski (0), Adam Papée (0)      |
| Arturo De Vecchi (3), Giulio Gaudini (2) Ugo Pignotti (2), Emilio Salafia (2)              | Italia (bandiera)   | 9        | 4      | Stati Uniti (bandiera) | Peter Bruder (0), John Huffman (3) Norman Cohn-Armitage (0), Nickolas Muray (1)         |

### Classifica Finale
| Pos.    | Nazione     | Atleti                                                                                                  |
| ------- | ----------- | --- |
| Oro     | Ungheria    | Attila Petschauer, Ernő Nagy, Gyula Glykais, György Piller-Jekelfalussy, Aladár Gerevich, Endre Kabos   |
| Argento | Italia      | Gustavo Marzi, Giulio Gaudini, Renato Anselmi, Emilio Salafia, Arturo De Vecchi, Ugo Pignotti           |
| Bronzo  | Polonia     | Tadeusz Friedrich, Marian Suski, Władysław Dobrowolski, Władysław Segda, Adam Papée, Leszek Lubicz-Nycz |
| 4       | Stati Uniti | Peter Bruder, John Huffman, Norman Cohn-Armitage, Nickolas Muray, Harold Van Buskirk, Ralph Faulkner    |
| 5       | Danimarca   | Ivan Osiier, Erik Kofoed-Hansen, Aage Leidersdorff, Axel Bloch                                          |
| 6       | Messico     | Antonio Haro, Francisco Valero, Gerónimo Delgadillo, Antonio Navarro                                    |